# Barony
Barony (plural Baronies) är ett gammalt engelskt ytmått, motsvarande 40 hides = 162 hektar